# コレヒドール島

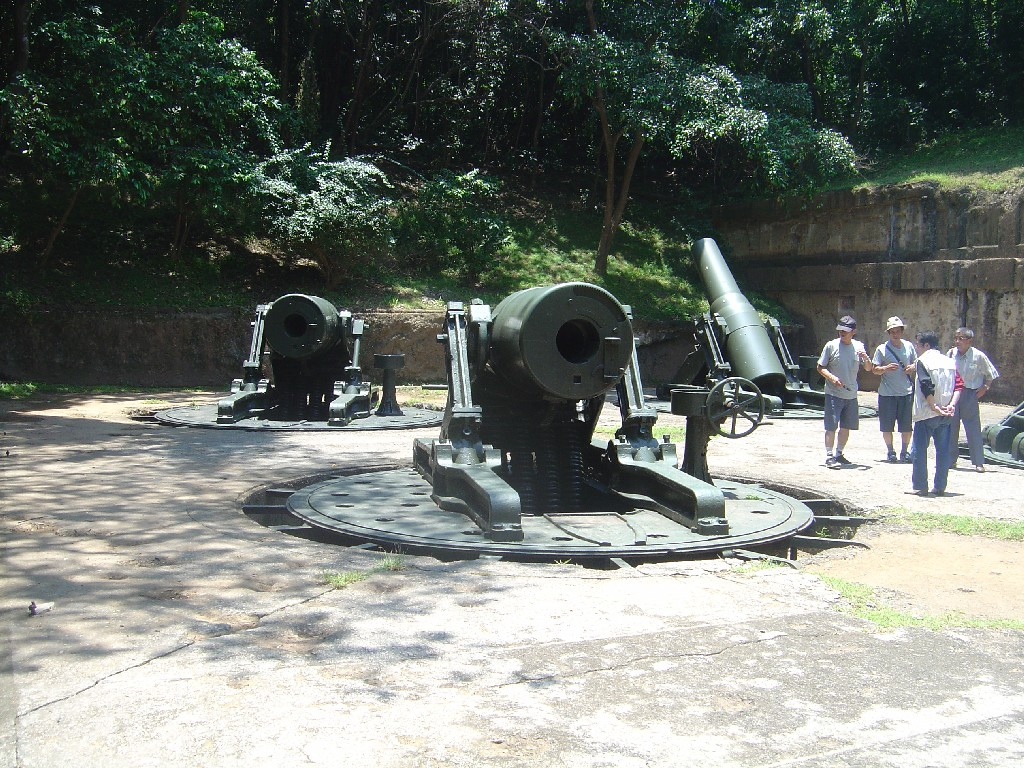
コレヒドール島の砲台跡
（2005年8月撮影）

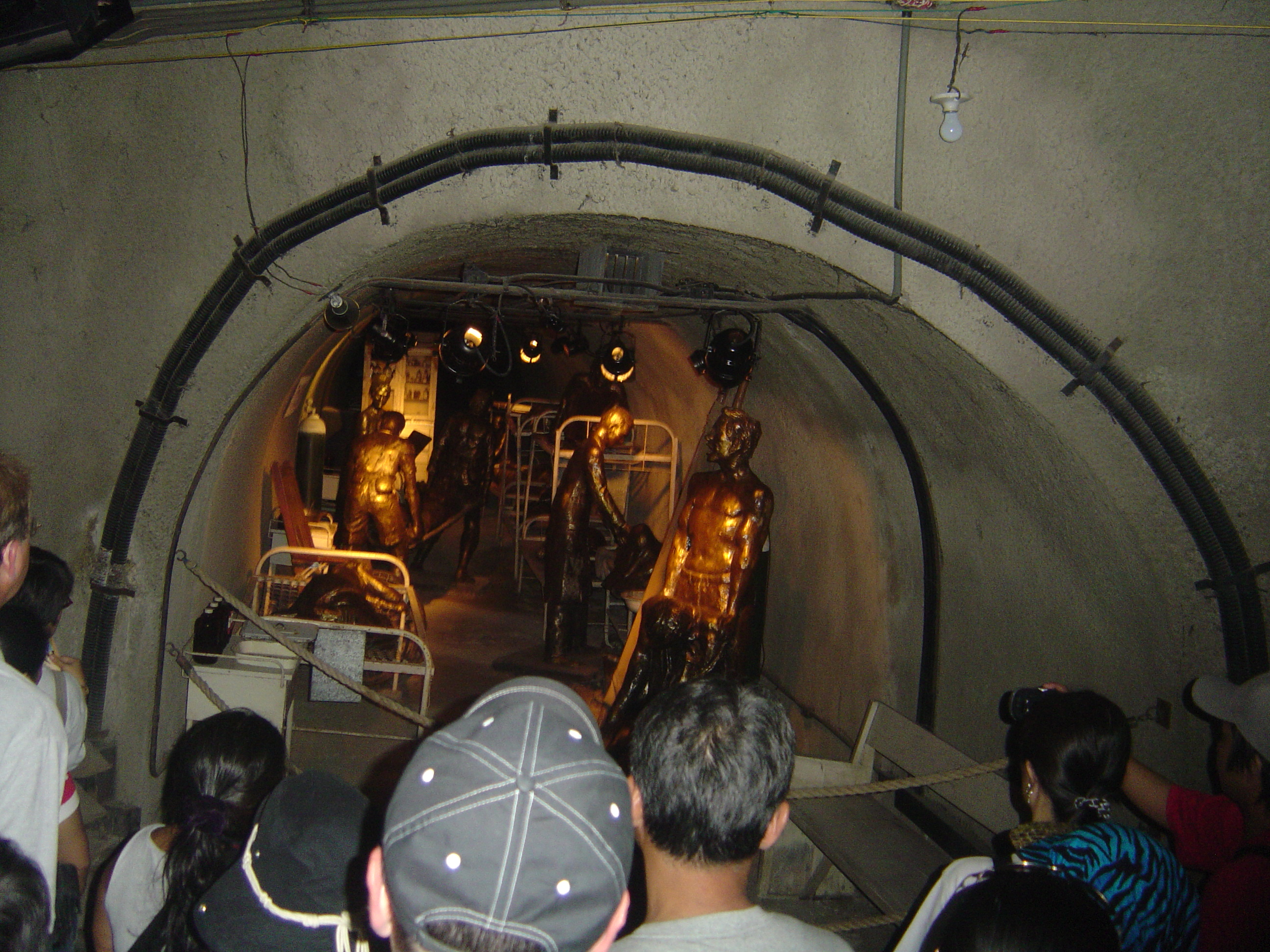
マリンタ・トンネル内展示室
（2005年8月撮影）

コレヒドール島（コレヒドールとう、Corregidor）は、フィリピン、ルソン島マニラ湾の入り口に浮かぶ小島。
マニラ湾口に位置し、おたまじゃくしのような形をしたコレヒドール島はマニラの西48 kmの地点にある。マニラ湾の入り口という位置から、スペイン人の到来以来、わずかに南にあるカバヨ島と共にマニラを海から守る戦略上の拠点として利用されてきた。島の広さは9平方キロ。行政上はカヴィテ州に属している。

## 歴史
スペイン統治時代、コレヒドール島には検問所がおかれ、マニラ湾に入る船の検査が行われていた。コレヒドールという名前はスペイン語で「正す」を意味する単語（英語のCorrectと同義のCorregir）に由来し、国王直轄下にある王室の行政区画「コレギミエント」（Corregimiento）を率いる審問権を持った行政区の長（市長）コレヒドールのことを指す。スペイン統治時代の名称「Isla del Corregidor」とはつまり「市長の（居る）島」という意味である。米西戦争によってフィリピンの統治者がアメリカ合衆国に変わった。アメリカ軍はコレヒドールを「コレギドー」と読み、コレヒドールに1902年にフォート・ミルズ基地を置いて戦略上の要衝とした。また、アメリカ軍は大量のコンクリートを使用し、巨大な大砲を設置してコレヒドール島を鉄壁の海上要塞とした。
第二次世界大戦中の1941年（昭和16年）12月に日本軍がフィリピンに攻め入ると、アメリカ極東陸軍（米比軍）のダグラス・マッカーサー将軍はコレヒドールに司令部を置いて防御戦闘を指揮したが、大統領の指令により1942年（昭和17年）3月に家族やマニュエル・ケソンフィリピン共和政府大統領らと共にオーストラリアへと逃れた。同年4月にバターン半島の米比軍は降伏したが、コレヒドール島は残って戦いを続け、同年5月6日になってコレヒドール守備隊は降伏した。
その後は日本軍の占領下におかれたが、1945年（昭和20年）になり戦況がアメリカを含む連合国軍に有利に逆転すると、マッカーサーはアメリカ軍やオーストラリア軍によりフィリピンの日本軍を圧倒した。マッカーサーはコレヒドール島奪回にもこだわり、同年2月に第503空挺連隊戦闘団の空挺降下作戦により再占領した。
現在、コレヒドールには第二次大戦中の武器や要塞設備が保存されており、巨大なマリンタ・トンネルや廃墟となった兵舎などを含めた観光スポットになっている。

## 島内の主要な施設
- 太平洋戦争記念館
- マリンタ・トンネル
- コレヒドール・ホテル

## アクセス
マニラ港から観光船で約1時間半ほど。